# Warspear Online
Warspear Online — мобільна кросплатформенна багатоосібна онлайнова рольова 2D-відеогра 2008 року, розроблена та випущена російською студією AIGRIND LLC для Microsoft Windows, Android, iOS, Windows Mobile, Symbian. Перший запуск гри відбувся у 2008 році, і вона базувалася на моделі P2P, у 2010 році її було перероблено. У березні 2011 року було запущено оновлення під назвою «Спадщина Беренґара». Гра стала розповсюджуватися за моделлю F2P.

## Ігровий процес
Ґеймплей гри Warspear Online базується на класичних елементах MMORPG. Гравці вибирають персонажа з різними расами та класами, потім виходять у віртуальний світ, де вони можуть взаємодіяти з іншими гравцями, виконувати завдання, здобувати досвід, отримувати нові предмети та вдосконалювати свої навички.
У грі Warspear Online є і PvE-складова, де гравці змагаються з монстрами та босами у декількох режимах, таких як долі, підземелля та рейди. Крім того, гра має PvP-битви, де гравці можуть змагатися між собою на аренах, полі бою, битвах за замки та інших PvP-режимах. Відбуваються також глобальні війни, в яких гравці можуть брати участь, представляючи свою расу та гільдію.
Також наявні елементи соціальної взаємодії, такі як гільдії, де гравці можуть об'єднуватися для спільного виконання завдань та побудови власної спільноти. Гра також має систему торгівлі, де гравці можуть купувати та продавати предмети й ресурси іншим гравцям.

### Класи
У Warspear Online наявно 16 класів:
- Ловчий
- Паладін
- Чаклун
- Жрець
- Шукач
- Мечник
- Слідопит
- Друїд
- Вартовий
- Варвар
- Розбійник
- Шаман
- Лицар смерті
- Чорнокнижник
- Некромант
- Жнець

### Альянси

#### Варта
- Обрані
- Перворідні

#### Легіон
- Гірські Клани
- Знедолені

## Сюжет
Передісторія Warspear Online розповідає нам про божественний Спис, який зберігав рівновагу у світі Арінар. Але одного разу могутній змій Ґараган вирішив захопити Спис, щоб отримати більше влади й правити всім світом. Так почалася Війна за Спис.

## Нагороди
| Назва                     | Категорія                 | Результат | Примітки |
| ------------------------- | ------------------------- | --------- | -------- |
| Best App Ever Awards 2013 | Найкраща багатоосібна гра | Перемога  | [ 4 ]    |

## Огляди
На сайті Steam Warspear Online отримала переважно схвальні відгуки від користувачів на основі 2,279 відгуків.
Гаррі Слейтер з PocketGamer оцінив гру на 3 з половиною зірки, пояснивши свою оцінку наступним чином: «Акуратний візуальний стиль — це все, що відрізняє цю MMO від безлічі інших важких марафонів».